# Ludwig Zehnder

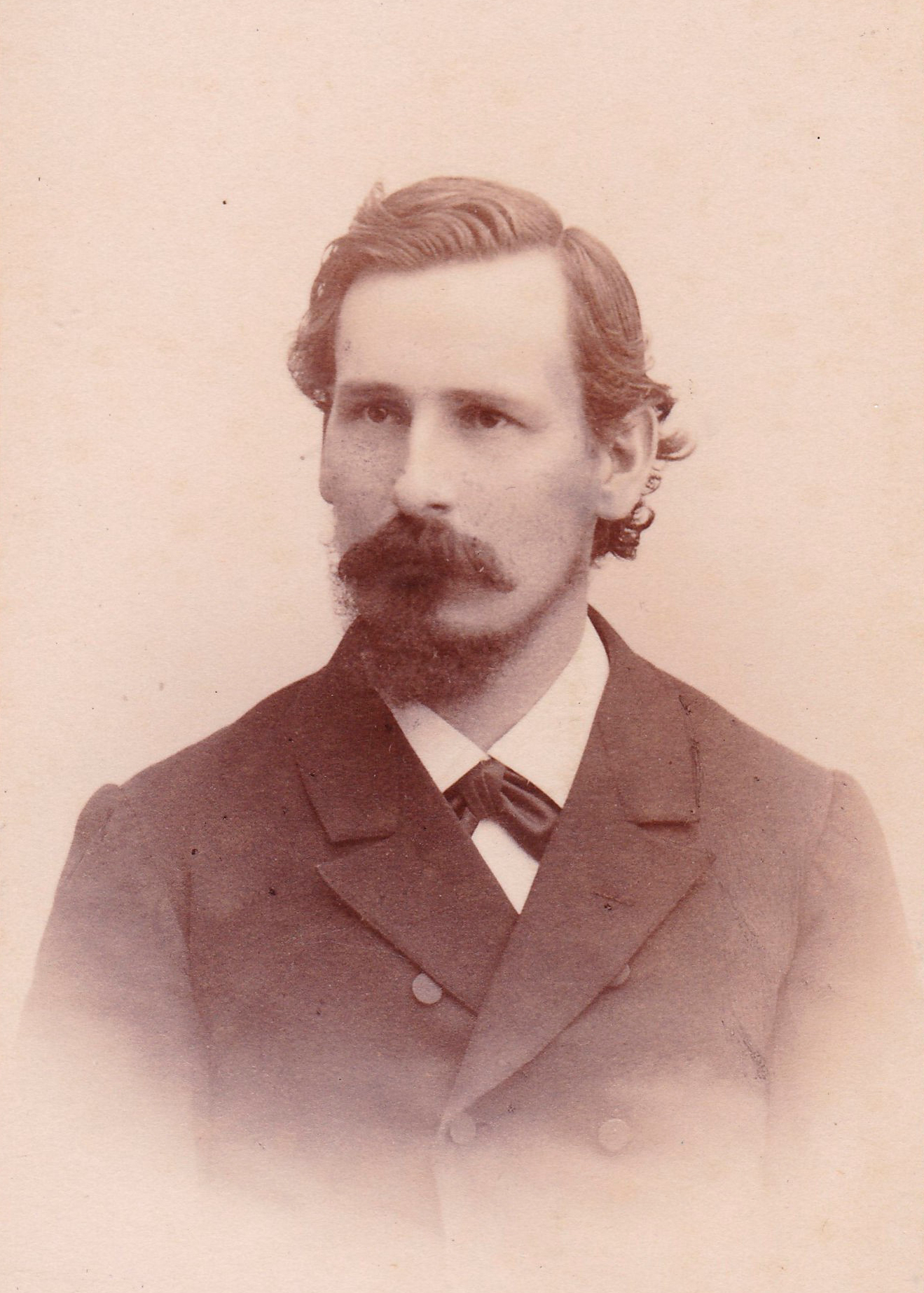
Ludwig Zehnder (1890), fotografiert von Niklas von Kreyfelt

Ludwig Louis Albert Zehnder (* 4. Mai 1854 in Illnau; † 24. März 1949 in Oberhofen am Thunersee) war ein Schweizer Physiker.

## Leben
Er studierte (ohne Matura) 1873 bis 1875 Maschinenbau in Zürich. Danach hatte er 15 Jahre lang eine Fabrik für elektrische Apparate in Basel. Das befriedigte ihn aber auf Dauer nicht und er ging 1885 zum Studium der Physik bei Hermann von Helmholtz nach Berlin. Auf einem Urlaub in der Schweiz lernte er Wilhelm Conrad Röntgen und dessen Frau kennen, und die Ehepaare befreundeten sich. Da Zehnder auf Anfrage von Helmholtz erfahren hatte, dass er aufgrund fehlender Matura bei ihm nicht promovieren konnte, ging er dazu zu seinem Freund Röntgen nach Gießen (Röntgen, der selbst kein Abitur hatte, war in dieser Hinsicht aufgeschlossener). Er promovierte 1887 und wurde Assistent Röntgens, der im August 1888 von Gießen nach Würzburg wechselte.
Nach seiner Habilitation für Physik in Basel bei Hagenbach-Bischoff (vermittelt durch Röntgen) im Jahr 1890 wurde er 1893 außerordentlicher Professor in Freiburg i.Br. 1899 ging er als Assistent und Privatdozent zu Röntgen nach Würzburg und folgte ihm 1900 nach München. Da er dort aber kein Extraordinariat bekommen konnte, ging er 1904 als Physiklehrer an die Lehranstalt für höhere Postbeamte in Berlin, was er bis zum Ausbruch des Ersten Weltkriegs 1914 blieb. Danach ging er nach Zürich in die Röntgenabteilung am Kantonsspital. 1919 bis 1945 war er außerordentlicher Professor in Basel und hielt dort auch viele Vorlesungen an der Volkshochschule.

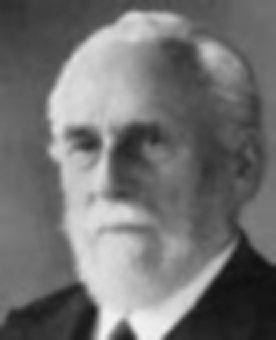
Ludwig Zehnder (ca. 1930)

Er machte eine zweijährige Untersuchung der Brechungsindizes von verschiedenen Körpern in verschiedenen Aggregatzuständen mit dem Jamin-Interferometer. Um aber die beiden interferierenden Strahlen beliebig weit auseinanderrücken zu können, konstruierte er einen neuen Interferenzrefraktor, das im August 1891 vorgestellte Mach-Zehnder-Interferometer. Ludwig Mach hatte unabhängig davon einen ähnlichen konstruiert, den er sieben Monate später ankündigte.
Zehnder war ein geschickter Experimentator und befasste sich Ende des 19. Jahrhunderts auch mit Hochfrequenztechnik. 1903 publizierte er über die nach ihm benannte Zehndersche Röhre (Glimmentladungsröhre nach L. Zehnder), die insgesamt 4 Elektroden aufweist. An zwei entfernten Elektroden wird eine Gleichspannung angelegt, die eine Glimmentladung gerade noch nicht anspringen lässt. Ausgelöst wird diese Entladung zwischen diesem ersten Elektrodenpaar durch eine Hochfrequenzspannung geringer Amplitude angelegt an ein zweites Elektrodenpaar, deren (kleinerer) Zwischenraum auch zwischen dem ersten Elektrodenpaar liegt.
Er war ein Gegner der Relativitätstheorie und Quantentheorie und entwickelte eine eigene mechanische Theorie des Universums, die er schon Ende des 19. Jahrhunderts in populärwissenschaftlichen Büchern verbreitete und die ihn wissenschaftlich isolierte. Schon 1890 hielt ihm sein Freund Röntgen in einem Brief seinen Hang zur Spekulation ohne genügende Grundlage vor und wiederholte immer wieder seine Warnungen, Zehnder liess sich aber von seinen Versuchen einer Entwicklung eines auf der klassischen Mechanik und elastischem Äther beruhenden Weltbilds nicht abbringen und sah darin das eigentliche Motiv seiner Beschäftigung mit Physik.
Er erstellte bald nach Röntgens Entdeckung der Röntgenstrahlung (1895) frühe Röntgenaufnahmen des menschlichen Körpers (1896), demonstrierte Röntgens Entdeckung in der Öffentlichkeit und entwickelte und baute selbst Röntgengeräte. Insbesondere baute er in Zürich Röntgenröhren aus Metall statt aus Glas, was die Strahlenbelastung des medizinischen Personals stark verringerte.

## Nachruf
- Friedrich Dessauer: Ludwig Zehnder 1854–1949 in: Verhandlungen der schweizerischen naturforschenden Gesellschaft (SNG) 129, S. 413–416 (1949)

## Veröffentlichungen
- Die Entstehung des Lebens aus mechanischen Grundlagen entwickelt, Freiburg i. B. 1899
- Ueber die Entwicklung des Weltalls und den ewigen Kreislauf der Materie; Basel, 1885
- Ein neuer Interferenzrefraktor; In: Zeitschrift für Instrumentenkunde; 11, S. 275–285, August 1891
- Mit W. C. Röntgen: Ueber den Einfluss des Druckes auf die Brechungaexponenten von Wasser, Schwefelkohlenstoff, Benzol, Aethyläther und einigen Alkoholen; Ann. d Phys. 1891, Neue Folge. Band XLIV, S. 24.[5]
- Ueber das Wesen der Kathodenstrahlen und der Röntgenstrahlen : Nach einem Vortrage, gehalten in der naturf. Gesellschaft Freiburg i. Br. am 8. Juli 1896; München, 1896
- Die Mechanik des Weltalls in ihren Grundzügen dargestellt; Freiburg, 1897
- Das Leben im Weltall; Tübingen, 1904
- Grundriss der Physik; Tübingen, Laupp, 1907
- Über das Wesen der Kometen; 1910
- Der ewige Kreislauf des Weltalls; Braunschweig, Friedr. Vieweg & Sohn, 1914
- Der Aufbau der Atome aus Uratomen : Vortrag geh. 1921; Tübingen, Laupp, 1922
- Folgerungen aus der Kugelform der einfachsten Atome; 1922
- Die Synthese des Stoffs nach den neuesten physikalischen, chemischen und biologischen Ergebnissen; Halle, Hofstetter, 1924
- Die zyklische Sonnenbahn als Ursache der Sonnenfleckenperioden; 1928
- Die Entwicklung des Weltalls aus mechanischen Grundlagen, Tübingen: Laupp 1928
- Ein neuer elektrischer Effekt; 1929
- Röntgen, Wilhelm Conrad : Professor der Physik 1845–1923; Würzburg, 1930
- Die Wandlungen der physikalischen Grundbegriffe in den letzten 50 Jahren ; Zürich, Frey, 1932
- Radiation des espaces interstellaires et processus cosmiques; Neuchatel, Guébhard-Séverine, 1932
- Der Äther im Lichte der klassischen Zeit und der Neuzeit; Tübingen, Laupp, 1933
- Persönliche Erinnerungen an W. C. Röntgen und über die Entwicklung der Röntgenröhren; Sonderabdr., Basel, ca. 1933
- W. C. Röntgen – Briefe an Ludwig Zehnder: mit den Beiträgen Geschichte seiner Entwicklung der Röntgenstrahlen und Röntgens Einstellung zur Renaissance der klassischen Physik von Ludwig Zehnder. Rascher & Cie. AG, Zürich / Leipzig / Stuttgart 1935.
- Eine neue unsichtbare Strahlung; Basel, 1937
- Die tiefsten Grundlagen der Physik und Chemie: aus Universitätsvorlesungen, 1935–38; Zürich, Rascher, 1938